# Adrien Rougier
Adrien Rougier (* 23. Juni 1892 in Vernaison; † 1. Juli 1984 in Lyon) war ein französischer  Komponist, Lehrer und Organist.

## Leben und Werk
Adrien Rougier und sein Bruder Gilbert Rougier (1886–1947) waren Söhne des Malers André Rougier. Adrien Rougier studierte zunächst in Lyon bei Édouard Commette Klavier, Orgel und Harmonienlehre und absolvierte bei Jean Witkowsky Studien in Komposition. Nach dem Ersten Weltkrieg studierte er Komposition und Dirigieren bei Vincent d’Indy sowie Orgel bei Louis Vierne, Abel Decaux und Maurice Sergent an der Schola Cantorum Paris. 1922 gewann er mit der sinfonischen Dichtung Les Elfes („Die Elfen“) den Preis der Société des Grands Concerts in Lyon.
Rougier wurde 1923 zum Dirigenten der Concerts Symphoniques Hector Berlioz in Grenoble ernannt und kehrte 1928 wieder nach Lyon zurück. Dort war er Titularorganist an den Kirchen Saint-Irénée, Saint-Polycarpe und Saint Pothin und ab 1966 Professor für Orgel am Konservatorium als Nachfolger von Marcel Paponaud (1893–1988).
Adrien Rougier beschreibt die von ihm erfundene Spielhilfe für Orgeln Acribès in seiner Schrift Initiation à la facture d’orgue, die sich in Frankreich und in der Westschweiz einiger Beliebtheit erfreute.

## Schriften
- Initiation à la facture d’orgue. Les Amis de l’orgue de Lyon, Lyon 1940/1941.[4][5][6]
- Les Orgues de Jean-Sébastien Bach. Imprimerie Roudil Frères, Lyon 1962.
- J.-S. Bach, l’organiste et l’œuvre pour orgue.

## Instrumentalwerke
- Les Elfes, Sinfonisches Gedicht für Orchester, 1921
- Nocturne, für Cello und Klavier, herausgegeben von Jobert, Paris 1922[7]
- En marge de trois maîtres français, für Orchester, 1928
- Trois Esquisses pour l’Odyssée: Ulysse, Calypso, Les Jeux chez les Phéaciens, für Orchester, 1934
- Trois mélodies sur des poèmes d’Albert Samain, für Sopran und Klavier: La Maison du Matin, Le Petit Palémon, Les Constellations, herausgegeben von  Jobert, Paris 1936
- Prélude, aus der Suite Française, für Klavier, von „Les Membres du Luth“ (herausgegeben von Béal, Lyon, 1938)
- Elégie-lamento für Orgel (herausgegeben von Rubin, Lyon 2007)
- Arabesque für Orgel (herausgegeben von Rubin, Lyon 2007)
- Elevation en ré bémol majeur für Orgel (herausgegeben von Rubin, Lyon 2007)
- Interlude en ut mineur für Orgel (herausgegeben von Rubin, Lyon 2007)
- Toccata et fugue en sol mineur für Orgel, 1965, (herausgegeben von Rubin, Lyon 2007)
- Petites pièces für Orgel
- Berceuse für Violine und Orgel